# NATO TV Channel
NATO TV Channel est une chaîne de télévision diffusant depuis le 2 avril 2008 uniquement sur Internet. 
Dépendant de l'OTAN, cette WebTV diffuse des reportages et des points de presse concernant cette organisation et ses opérations.
Elle est le résultat de la coopération du gouvernement du Danemark et l'agence de diplomatie publique de l'OTAN. Le Danemark fournit le matériel vidéo et le serveur d'où est diffusée la chaîne.
Elle a été, en date de 2022, intégrée dans le portail multimédia de l'OTAN.